# Warrenpoint and Rostrevor Tramway
| Warrenpoint and Rostrevor Tramway                                                                       | Warrenpoint and Rostrevor Tramway |
| --- | --------------------------------- |
| Die Tram in Rostrevor                                                                                   |                                   |
| Die geschlossenen Wagen wurden umgangssprachlich “butter coolers” und die offenen “toast racks” genannt |                                   |
| Streckenlänge:                                                                                          | 5,3 km                            |
| Spurweite:                                                                                              | 914 mm (engl. 3-Fuß-Spur)         |
| |                                   |

Die Warrenpoint and Rostrevor Tramway war von 1877 bis 1915 eine Schmalspur-Pferdebahn mit einer Spurweite von 3 Fuß (914 mm) zwischen Warrenpoint und Rostrevor in County Down, Nordirland.

## Geschichte
Die Warrenpoint and Rostrevor Tramway bot den Fahrgästen eine Fahrt von dem überdachten Bahnsteig am Bahnhof von Warrenpoint bis Rostrevor. Das Unternehmen wurde 1875 gegründet und nahm 1877 als erste Tramway Irlands den Betrieb auf. Francis Needham, 3. Earl of Kilmorey war ein Promoter der Tramway. Er verkaufte die Tramway 1884 für £4.000 (d. h. 376.033 £ oder 452.544 € im Jahr 2015) Bernard Reilly war 1910 der Manager der Tram.

### Fahrpreise
Die Fahrpreise waren 1890 wie folgt:
- Erste Klasse einfach 6 d (d. h. 2,48 £ oder 2,98 € im Jahr 2015)
- Erste Klasse hin und zurück 9 d (d. h. 3,72 £ oder 4,47 € im Jahr 2015)
- Dritte Klasse einfach 4 d (d. h. 1,65 £ oder 1,98 € im Jahr 2015)
- Dritte Klasse hin und zurück 6 d (d. h. 2,48 £ oder 2,98 € im Jahr 2015)[4]

### Erweiterungspläne
Pläne, die Trambahn zu erwerben, zu elektrifizieren und bis Newcastle, County Down zu erweitern, wurden 1908 bekannt, aber nie umgesetzt.

## Stilllegung
Anfang 1915 spülte ein Sturm einen Teil der Bahnlinie weg, und der Betrieb wurde daraufhin nicht wieder aufgenommen.